# SO Romorantinais
SO Romorantinais is een Franse voetbalclub uit Romorantin-Lanthenay, een stad in het departement Loir-et-Cher.
In 2002 promoveerde de club naar de Championnat National, derde klasse, waar de club tot 2008 speelde. In 2013 degradeerde de club verder, maar kon na één seizoen terugkeren. In 2024 degradeerde de club naar de vijfde klasse. 